# Valčík (album)
Valčík je první sólové album českého hudebníka Daniela Landy. Album bylo vydáno v roce 1993 vydavatelstvím EMI a vyšlo na CD, LP a MC. Prodalo se přes 83 000 kusů (k roku 2000) a za toto album získal Zlatou desku.

## Seznam skladeb
1. Valčík (3:25)
2. Jó ulice (2:25)
3. Krysař (3:10)
4. Půlnoční rock (3:16)
5. Ona (4:45)
6. Chlapeček z periferie (2:30)
7. Vlkodlakům (2:49)
8. Kytky pro tebe (2:53)
9. Čas odejít (3:10)
10. Přízraky (2:40)
11. Kdož jste boží bojovníci (3:17)

K těmto skladbám byly natočeny i videoklipy: Jó ulice, Přízraky